# Holoplatys planissima occidentalis
Holoplatys planissima là một phân loài nhện trong họ Salticidae.
Loài này thuộc chi Holoplatys. Holoplatys planissima occidentalis được Tord Tamerlan Teodor Thorell miêu tả năm 1890.